# Valerie Dore
Monica Stucchi, mer känd under artistnamnet Valerie Dore, född 28 maj 1963 i Milano, är en italiensk sångerska.
Monica Stucchi upptäcktes av discomusikern och kompositören Roberto Gasparini när hon var i 20-årsåldern. Det var även han som hittade på artistnamnet Valerie Dore. Hennes första singel var The Night från 1984. Hennes nästa två singlar var Get Closer och It's So Easy släpptes ut 1984 och 1985. 1986 bytte hon medarbetare och började jobba när hon släppte ut sitt andra album The Legend. Albumets första singel Lancelot var en hit i Italien. Bland övriga låtar kan nämnas King Arthur, The Magic Rain och Bow and Arrow.

## Diskografi
Studioalbum
- 1986 – The Legend

Samlingsalbum
- 1992 – The Best of Valerie Dore
- 2014 – Greatest Hits & Remixes

Singlar
- 1984 – "The Night"
- 1984 – "Get Closer"
- 1985 – "It's So Easy"
- 1986 – "King Arthur"
- 1986 – "Lancelot"
- 1988 – "Wrong Direction"